# Aegomorphus circumflexus
Aegomorphus circumflexus es una especie de escarabajo longicornio del género Aegomorphus,  subfamilia Lamiinae. Fue descrita científicamente por Jacquelin du Val en 1857.
Se distribuye por Belice, islas Caimán, Colombia, Costa Rica, Cuba, Curazao, El Salvador, Guatemala, Guayana Francesa, Honduras, México, Nicaragua, Panamá, Puerto Rico y Venezuela. Mide 8,5-16 milímetros de longitud.